# Santa Clara (película boliviana de 2019)
Santa Clara es una película de Bolivia filmada en Santa Cruz de la Sierra y el Beni dirigida por Pedro Antonio Gutiérrez. Se estrena el 25 de diciembre de 2019 (antes 7 de noviembre pero su fecha fue postergada por BF Distribución debido a los problemas del país luego de las elecciones del 20 de octubre) y tuvo como actores principales a Cristian Mercado, Jorge Arturo Lora, Hugo Francisquini y Silvana Continanza. Se desenvuelve en las planicies del Beni, en un contexto de los años '60 del oriente boliviano y narra la historia de un arreo de ganado.

## Sinopsis
Este film mostrará a Santiago, un hombre de unos 40 años que se gana la vida como arreador de ganado y que recibe una propuesta de trabajo muy bien pagada: arrear dos mil cabezas de ganado hasta Santa Clara, un lugar que significa regresar a un pasado del que lleva muchos años escapando.

## Reparto
- Cristian Mercado  ... Santiago Moreno
- Jorge Arturo Lora ... Pablo Temo
- Hugo Francisquini ... Abuelo De Santiago
- Silvana Confianza ... Silvia
- José Chuvé ... Tigre
- Vivian Justiniano ... Dorita
- Malena Araúz ... Tina

## Premios y nominaciones
- Festival de cine de Santa Bárbara SBIFF, Official Selection - 2020[2]
- Festival de cine de Guayaquil (Festine), Mejor dirección de arte - 2019[3]
- Festival de cine de Cerdanya, selección oficial - 2019[4]
- Festival de cine Icaro, nominado a mejor largometraje ficción - 2019